# École nationale supérieure des télécommunications de Bretagne

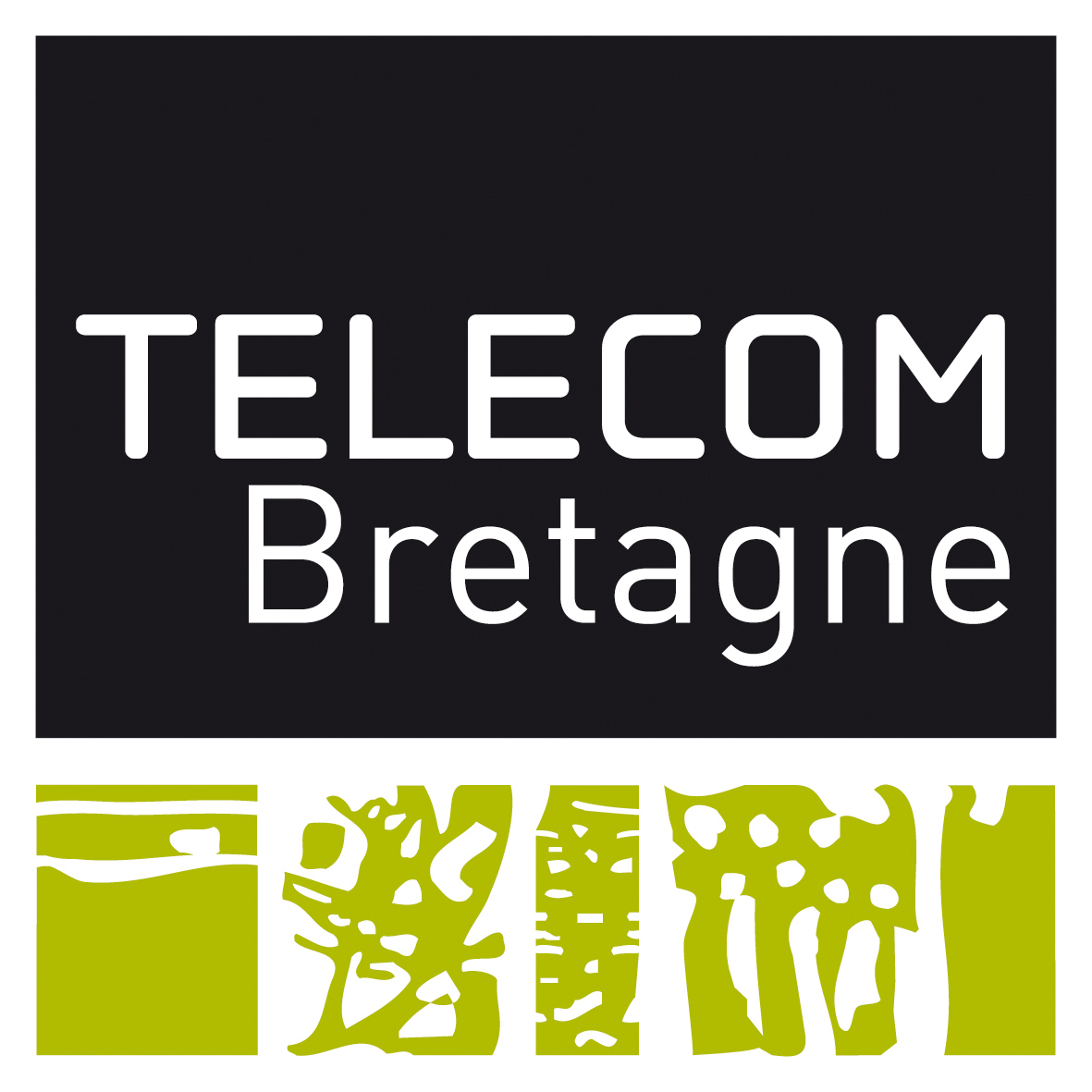
Logo

La École nationale supérieure des télécommunications de Bretagne (ENST Bretagne, conocida comúnmente como Télécom Bretagne ) fue un centro de formación y de investigación en Tecnologías de la información y telecomunicaciones. Fue disuelta en 2016, para fusionar con la école nationale supérieure des techniques industrielles et des mines de Nantes y formar IMT Atlantique. Esta grande école de ingeniería, miembro del Groupe des Écoles des Télécommunications (GET, Grupo de Escuelas de Telecomunicación), poseía dos campus:
- Plouzané, en la Technopôle Brest-Iroise, a cinco kilómetros de Brest;
- Campus de Beaulieu, en Rennes (Francia).

ambos en la región de Bretaña.

La ENST Bretagne ha sido el lugar de nacimiento y desarrollo de importantes descubrimientos en el mundo de las telecomunicaciones, destacando principalmente los turbo códigos (primera publicación en Proc. IEEE ICC'93) utilizados de manera común en la norma de telefonía móvil 3G.

## Historia
- 1974: Pierre Lelong - Secretario de Estado para el correo, telégrafos y teléfono PTT decide crear una segunda Escuela de Telecomunicaciones, además de la existente en París, situada en la zona de Brest.
- 1977: Creación de la ENST Bretagne en Brest. Admisión de la primera promoción, formada por 31 alumnos.
- 1986: Creación de una sede en Rennes.
- 1997: Creación del Groupe des Écoles des Télécommunications (GET).

## Curriculum
Para los estudiantes admitidos en formation initiale (FI, literalmente formación inicial), los estudios se expandían durante tres años. Durante los dos primeros años se estudiaban bloques de asignaturas correspondientes a seis ámbitos distintos:
- Matemáticas y tratamiento de la señal
- Electrónica y física
- Informática
- Redes
- Economía y ciencias sociales

Los estudiantes debían asimismo seguir cursos de dos lenguas extranjeras
El tercer año existen cuatro opciones:
- Ingeniería e integración de sistemas
- Sistemas de Software y Redes de telecomunicaciones
- ingeniería de servicios y negocios
- Sistemas de procesado de la información.